# Младотурецкий триумвират
Младотурецкий триумвират (осман. اوچ پاشا‎, тур. Üç Paşalar — «три паши») — тройка высокопоставленных чиновников Османской империи, которая вскоре после государственного переворота в 1913 году сосредоточила в своих руках всю полноту власти в стране. Триумвиры — Талаат-паша (1874—1921), Энвер-паша (1881—1922) и Джемаль-паша (1872—1922) в значительной мере повлияли на вступление Османской империи в Первую мировую войну и были главными организаторами геноцида армян, ассирийцев и понтийских греков. После войны все члены триумвирата были приговорены военным трибуналом к смертной казни. Энвер-паша погиб в бою с большевиками в Средней Азии, а Талаат-паша и Джемаль-паша были убиты армянскими мстителями.

## Младотурецкая революция
В начале XX века в Османской империи появилось политическое движение младотурков, которое было вдохновлено основанной в 1831 году подпольной организацией Молодая Италия. В 1908 году состоялась младотурецкая революция, ведущую роль в которой сыграло общество «Иттихад ве таракки» («Единение и прогресс», иттихадисты). Султан Абдул-Хамид II согласился восстановить конституцию 1876 года и созвать парламент. В 1909 году абсолютная власть монарха была восстановлена мятежниками, но вскоре они потерпели поражение и парламент избрал новым султаном Мехмеда V — брата Абдул-Хамида II.
Будущий триумвир Энвер Исмаил принимал активное участие в революции 1908 года и был одним из лидеров «Единения и прогресса». Ахмед Джемаль также отличился во время революции и принял участие в подавлении контрпереворота 1909 года. Мехмед Талаат был другом Энвера Исмаила и после революции был избран депутатом парламента (меджлис-и умуми) от Эдирне.
Воспользовавшись сложившейся ситуацией после революции младотурков, в октябре 1908 года Австро-Венгрия аннексировала Боснию и Герцеговину, что в дальнейшем привело к Боснийскому кризису. В 1911 году началась война между Италией и Османской империей, которая привела к потере турками Триполитании, Киренаики и архипелага Додеканес в Эгейском море. Вслед за этой войной, продемонстрировавшей слабость турецкой армии, последовала война Османской империи с Балканским союзом.

## Первая Балканская война и государственный переворот 1913 года
В октябре 1912 года началась Первая Балканская война между Османской империей и членами Балканского союза — Болгарией, Сербией, Грецией и Черногорией. Превосходящие по численности войска Союза добились быстрого успеха над находящимися в невыгодном стратегическом положении турками.
В январе 1913 года иттихадист Исмаил Энвер, убеждённый в том, что великий визирь Камиль-паша и кабинет министров готовы заключить унизительный мир с Балканским союзом, устроил государственный переворот. По требованию Энвера султан Мехмед V назначил нового великого визиря, которым стал Махмуд Шевкет-паша. В новом правительстве получили портфели лишь трое умеренных представителей партии «Единение и прогресс», а будущие триумвиры — Энвер Исмаил, Ахмед Джемаль и Мехмед Талаат остались вне правительства. Джемаль стал военным губернатором Стамбула, Энвер решил отправиться на фронт, а Талаат продолжил деятельность на посту генерального секретаря «Единения и прогресса».
После истечения срока перемирия в феврале 1913 года война на Балканах возобновилась. Не имея возможности помочь своим городам в Европе, Османская империя была вынуждена наблюдать, как они постепенно переходят в руки союзников. В конце марта защитники Эдирне капитулировали и сдали город болгарам. После поражения, вызвавшего глубокий национальный кризис в стране, великий визирь немедленно объявил о готовности заключить мирный договор. В итоге Османская империя уступила членам Балканского союза 155,4 тыс. км² своей территории с 4 млн населения, потеряв почти все европейские владения.

## Восхождение триумвирата к власти и Вторая Балканская война
Иттихадисты, которые оправдывали государственный переворот 1913 года необходимостью сохранить Эдирне в составе империи, оказались в неудобном положении и свергнутые ими либералы были полны решимости расквитаться с оппонентами. Спустя всего несколько дней после подписания мирного договора великий визирь Махмуд Шевкет-паша был застрелен боевиками. Члены «Единения и прогресса» умело воспользовались ситуацией и в ходе начавшейся «чистки» устранили либералов с политической арены.
В июне 1913 года султан назначил иттихадиста Саида Халим-пашу великим визирём и поручил ему сформировать новое правительство. Энвер, Талаат и Джемаль получили титул «паша». Энвер-паша был назначен военным министром, Талаат-паша — министром внутренних дел, а Джемаль-паша остался в должности губернатора столицы. Начиная с этого момента члены этой тройки стали фактическими правителями Османской империи, чья власть превосходила власть султана и его великого визиря.
Спустя всего пару месяцев после завершения Первой Балканской войны вспыхнула новая война уже между бывшими союзниками. Против развязавшей войну Болгарии выступили все соседние страны. Энвер-паша сумел воспользоваться тем, что болгары отодвинули свои войска от османской границы и, подойдя к Эдирне с войсками, убедил гарнизон оставить город без сопротивления. После поражения Болгарии и подписания мирного договора большая часть Восточной Фракии вновь стала частью Османской империи. Победа в этой войне сделала Энвер-пашу национальным героем, а младотурки стали фактически единственной политической силой в стране

## Первая мировая война

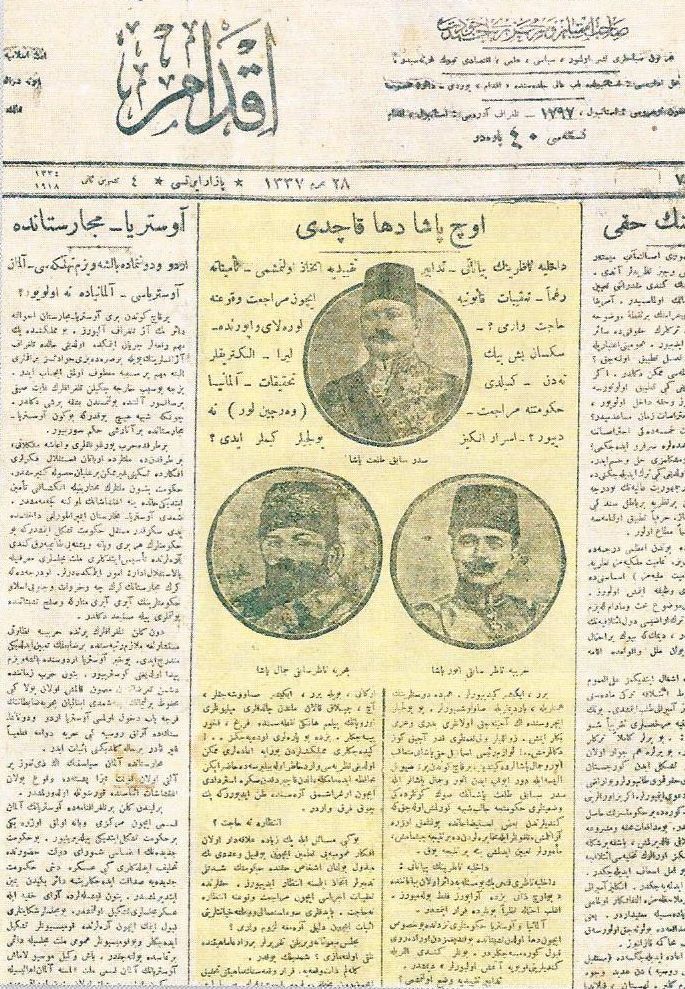
Газета «Икдам» (4 ноября 1918) с фотографиями членов триумвирата и новостью об их побеге из страны.

Несмотря на сильные дипломатические связи Османской империи с Великобританией и её экономические связи с Францией, к 1914 году турецкое правительство было прогерманским. Двое из триумвирата — Энвер-паша и Талаат-паша были германофилами. Армия страны базировалась на модели германской военной системы.
2 августа 1914 года Османская империя подписала секретный договор о союзе с Германией, который, впрочем, не обязывал её вступать в войну на стороне Центральных держав. Несмотря на это, османское военное министерство объявило в стране всеобщую мобилизацию. Существенное влияние на вступление Османской империи в войну оказали агрессивные действия немецкого адмирала Вильгельма Сушона, который руководил операциями кайзеровских ВМС против России на Чёрном море.
Затяжная и тяжёлая война привела к неисчислимым бедствиям в Османской империи. Мобилизация в армию большого числа трудоспособного населения и последующие крупные потери в ходе боевых действий оказали сокрушительное воздействие на экономику страны. Турецким войскам приходилось воевать сразу на четырёх фронтах — на Балканах, на Кавказе, в Месопотамии и на Синае.
Во время Первой мировой войны на территориях, контролируемых Османской империей, начался геноцид христианских меньшинств — армян, ассирийцев и греков. Геноцид осуществлялся путём физического уничтожения и депортации, включая перемещение гражданского населения в условиях, приводящих к неминуемой смерти. Основными организаторами геноцида считаются Талаат-паша, Джемаль-паша и Энвер-паша, а также руководитель «Особой организации» Бехаэддин Шакир.
Летом 1916 года майор Якуб Джемиль, близкий соратник Энвер-паши, убийца военного министра Назым-паши во время переворота 1913 года, возглавил заговор с целью свержения триумвириата и заключения сепаратного мира. Путчисты устроили засаду в здании напротив военного министерства, люди Джемиля были размещены в ближайших кварталах. Об этом стало известно Талаату, а затем и Энверу, и заговорщики были схвачены. 11 сентября 1916 года Якуб Джемиль был казнён за «измену родине» по приказу Талаат-паши, когда Энвер находился в Германии.
Неудачные действия османского командования привели к тому, что в сентябре-октябре 1918 года англичане заняли Дамаск и Алеппо. Наступление войск Антанты на Салоникском фронте и последующая капитуляция Болгарии отрезала Османскую империю от союзников. Итогом назревшего политического кризиса стала отставка кабинета министров и формирование нового правительства, которое стало искать пути к мирным переговорам. 30 октября 1918 года было подписано Мудросское перемирие с Союзниками. В ночь на 3 ноября лидеры младотурок, в том числе триумвират Энвер-паши, Талаат-паши и Джемаль-паши, отправились на германском военном судне в Одессу, откуда перебрались в Германию.

## Дальнейшая судьба триумвирата
В 1919 году военный трибунал заочно приговорил всех членов младотурецкого триумвирата к смертной казни. Энвер-паша жил в Германии под псевдонимом «Али-бей», затем в 1920 году прибыл в Советскую Россию для взаимодействия в борьбе с англичанами в Средней Азии. В 1921 году Энвер-паша, опасавшийся расправы со стороны большевиков, перешёл на сторону басмачей. Он погиб 4 августа 1922 года в бою с частями Красной Армии в кишлаке вблизи Бальджуана (совр. Таджикистан).
Джемаль-паша направился в Афганистан, где в качестве военного советника участвовал в модернизации афганской армии. Позднее переехал в Тифлис, где в 1922 году был убит членами партии «Дашнакцутюн» Петросом Тер-Погосяном и Арташесом Геворгяном в рамках операции «Немезис» по уничтожению виновников геноцида армян в 1915 году. Похожая судьба постигла и Талаат-пашу, который был застрелен армянским патриотом Согомоном Тейлиряном в Берлине 15 марта 1921 года, в рамках той же операции «Немезис». Берлинский суд оправдал Тейлиряна как лицо, действовавшее в состоянии аффекта.